# Christopher Ossai
Christopher Ossai (ur. 1 kwietnia 1957) – nigeryjski bokser wagi lekkiej, uczestnik letnich igrzysk olimpijskich w 1980 i 1984 roku. 

## Kariera amatorska
W 1978 wywalczył brązowy medal igrzysk afrykańskich.
Podczas igrzysk w Moskwie, startował w wadze lekkiej. Odpadł już w pierwszej rundzie, po porażce z reprezentantem NRD Richardem Nowakowskim. 
Na następnych igrzyskach w Los Angeles Ossai także startował w wadze lekkiej. W pierwszej rundzie zwyciężył 5–0 z Lattem Zawem z Mjanmy. W następnej rundzie wygrał przez RSC z Ángelem Beltré z Dominikany. W następnej rundzie został pokonany przez Leopolda Cantancio z Filipin (0–5).

## Kariera zawodowa
Na zawodowstwo przeszedł pod koniec 1989 roku. W całej karierze zawodowej stoczył jedynie pięć walk, z czego cztery wygrał i jedną przegrał. Ostatnią walkę rozegrał w 1992 roku z Janem Pietem Bergmanem. Ossai przegrał ten pojedynek, i potem zdecydował się zakończyć karierę.